# أكسيد المنغنيز الثلاثي
أكسيد المنغنيز الثلاثي هو مركب كيميائي صيغته Mn2O3، وهو أحد أكاسيد عنصر المنغنيز، والذي يكون فيه بحالة الأكسدة +3. يوجد هذا المركب في الشروط القياسية على هيئة صلب بلوري بني مسود.

## الوفرة والتحضير
يوجد المركب طبيعياً في معدن بكسباييت Bixbyite.
يحضر أكسيد المنغنيز الثلاثي من تسخين أكسيد المنغنيز الرباعي MnO2 في الهواء عند درجات حرارة أخفض من 800 °س؛ إذ أن التسخين عند درجات حرارة أعلى من ذلك ينتج أكسيد المنغنيز الثنائي والثلاثي Mn3O4.

## الخواص
يوجد المركب في الشروط القياسية على هيئة صلب بلوري بني مسود، وهو غير منحل في الماء. يتبلور المركب وفق نمطين، الأول ألفا α-Mn2O3 وفق نظام بلوري مكعب؛ أما الثاني غاما γ-Mn2O3 من نمط بنية الإسبينيل.

## الاستخدامات
يستخدم في إنتاج مركب LiMn2O4 المستخدم تركيب قطب بطارية أيونات الليثيوم.